# Yeison Carabalí
Yeison Carabalí (Cali, 6 de agosto de 1993) es un futbolista colombiano. Juega como mediocampista y actualmente milita en el Zacapa de la Liga Nacional de Fútbol de Guatemala.

## Clubes
| Club                  | País     | Año             |
| --------------------- | -------- | --------------- |
| Deportivo Cali        | Colombia | 2011 - 2012     |
| Universitario Popayán | Colombia | 2014            |
| Deportes Quindío      | Colombia | 2015 - 2019     |
| Cúcuta Deportivo      | Colombia | 2019 - 2020     |
| Deportes Quindío      | Colombia | 2020 - 2023     |
| Zacapa                | Colombia | 2024 - presente |